# Allorhogas infuscotarsus
Allorhogas infuscotarsus är en stekelart som beskrevs av Marsh 2002. Allorhogas infuscotarsus ingår i släktet Allorhogas och familjen bracksteklar. Inga underarter finns listade i Catalogue of Life.